# Sava Bohinjka
Sáva Bohínjka je reka v severozahodni Sloveniji, desni povirni krak Save. Začne se kot iztok iz Bohinjskega jezera (tudi Jezernica), teče po Spodnji Bohinjski dolini mimo Bohinjske Bistrice, pri Nomenju vstopi v 10 km dolgo Sotesko, ki se pod Bohinjsko Belo odpre v Blejski kot. Tu teče po njegovem južnem robu in se pod Radovljico združi s Savo Dolinko v Savo.
Večji desni pritoki so Bistrica, Bel(i)ca in Blatnica, večji levi pritoki Mostnica, Jereka in Jezernica, iztok iz Blejskega jezera.

## Opis reke
Sava Bohinjka je že na iztoku iz Bohinjskega jezera prava reka. Vodo dobiva iz obsežnega območja visokogorskega krasa v bohinjskem delu Julijskih Alp, mdr. iz Doline Triglavskih jezer, Komne, Fužinskih planin in Spodnjih Bohinjskih gora, deloma iz kraških izvirov (mdr. Savica, Govic) in deloma iz strmih hudournikov. Prvih nekaj deset metrov reke nekateri imenujejo tudi Jezernica, ime Sava Bohinjka naj bi dobila šele po izlivu levega pritoka Mostnice. Slabih 200 m naprej se zaje v kratko sotesko, nato pa teče po Spodnji Bohinjski dolini ves čas po prodnih naplavinah, ki so jih v dolinsko dno večinoma nasuli hudourniški pritoki, saj sama v tem delu doline zaradi iztekanja iz jezera prenaša razmeroma malo proda. Rečna struga je v povsem naravnem stanju, z lepimi belimi prodišči in zeleno modrimi tolmuni, vendar pa ob visoki vodi povzroča tudi škodo, saj se njena vijugasta struga prestavlja sem in tja po naplavni ravnici.
Pri Bohinjski Bistrici se ji pridružita desna pritoka Bistrica in Belca, nato pa zavije v ožji del doline, ki jo obdajajo strma gozdnata pobočja. Pri Nomenju vstopi v okoli 10 km dolgo Sotesko, zarezano med strma pobočja Jelovice na južni  in Pokljuke na severni strani. Skozi to ozko sotesko se je v ledenih dobah pomikal velik bohinjski ledenik, od katerega so ostali izraziti morenski nasipi (morena) na zgornjem robu strmih pobočij, do 800 m visoko nad današnjim dolinskim dnom. Dolinsko dno je zelo ozko, tako da je mestoma komaj dovolj prostora za reko, cesto in bohinjsko železnico, kratki in strmi hudourniki z obeh strani pa v dno nanašajo velike količine apnenčastega grušča. Ob močnih nalivih lahko ti nanosi zasujejo cesto in železniško progo, kar se je mdr. zgodilo ob močnih padavinah 18. septembra 2007.
Soteska Save Bohinjke je neposeljena, prvo naselje ob toku navzdol je Bohinjska Bela na višji terasi na levem bregu reke. Nekoč se je ta soteska imenovala Štenge, saj so bohinjski fužinarji leta 1554 skoznjo speljali tovorniško pot proti Bledu, ki so jo morali mestoma vklesati v živo skalo in napraviti stopnice ('štenge').
Nekoliko niže se reka iz severovzhodne smeri obrne proti vzhodu in vstopi v Blejski kot, kjer teče med nizkimi gozdnatimi vzpetinami tik ob njegovem južnem robu, vse do sotočja s Savo Dolinko pod Radovljico, nato pa obe reki svoj tok nadaljujeta kot Sava.

## Hidronim in etimologija
Hidronim Sava Bohinjka je splošno uveljavljen tako v vsakdanji rabi kot v strokovni literaturi, čeprav je takšna oblika vodnega imena na Slovenskem razmeroma redka, saj so dvobesedna vodna imena praviloma sestavljena iz levega prilastka in imena reke (prim. Selška Sora). V preteklosti, in občasno še danes, se kot sopomenka uporablja tudi ime Bohinjska Sava . Tu in tam se v starejši literaturi pojavlja tudi okrajšano ime Bohinjka .

## Hidrogeografija
Čeprav priteka Sava Bohinjka iz osrčja  Julijskih Alp, ima pri sotočju s Savo Dolinko izrazit alpski dežno-snežni režim. Bohinjsko jezero sicer v precejšnji meri ublaži spreminjanje pretoka, vendar prejme reka dolvodno od jezera številne hudourniške pritoke, ki zlasti ob močnejših jesenskih deževjih spremenijo njen rečni režim. Oktobrski in novembrski višek je učinek teh deževij, saj v tem času dežuje tudi v višjih legah, medtem ko je spomladanski višek (maja in aprila) rezultat taljenja snega in precejšnje količine padavin. Vpliv snežne odeje se  opazi v izrazitem zimskem nižku (februarja in januarja), saj ima reka v tem času zaradi snežne retinence manjši pretok kot ob poletnem nižku (avgusta). Gorski svet s strmimi pobočji in večinoma tankimi prstmi vpliva tudi na visok delež padavin, ki odtečejo po reki navzdol:  specifični odtok znaša 37,6 l/s/km2, visok je tudi odtočni količnik (57,3 %), podobno kot v drugih alpskih rekah.
Zaradi vpliva Bohinjskega jezera Sava Bohinjka ni izrazito nevaren hudournik, vendar lahko zaradi pritokov vseeno hitro naraste in povzroča tudi škodo. Večinoma ozka naplavna ravnica vzdolž celotnega toka je izpostavljena hudourniškim poplavam, zaradi česar so skoraj vsa naselja odmaknjena na nekoliko višje obrobje doline, z izjemo nekaterih vasi v zgornjem delu doline (mdr. Brod, Savica, Kamnje in Polje). V zgornjem toku, kjer je  struga le plitvo zarezana v prodno naplavno ravnico, se voda ob močnih nalivih razmeroma hitro razlije po ravnici in ogroža tudi naselja in komunikacije, v soteski pa so najbolj problematični hudourniški pritoki iz strmih pobočij, ki lahko zasujejo ali uničijo cesto in železniško progo. To se je pokazalo tudi ob ujmi 18. septembra 2007, ko so na Savi Bohinjki v Bodeščah izmerili pretok 569 m3/s, kar je pretok z 20–25-letno povratno dobo. Največ so k visokemu valu prispevali desni pritoki iz Spodnjih Bohinjskih gora, predvsem Bistrica, ki je v Bohinjski Bistrici dosegla najvišji pretok 108 m3/s, kar je pretok z več kot 100-letno povratno dobo.
Vzrok teh hudih poplav v Bohinju so bile izjemno močne padavine, saj je v Bohinju v nekaj urah tistega dne padlo tudi več kot 300 mm padavin (na merilni postaji Bohinjska Češnjica so izmerili 279 mm padavin). Najmočneje je deževalo med 13. in 15. uro, ko je v eni uri padlo kar 95 mm dežja. »Že v tem času so začeli potoki hitro naraščati in se razlivati po svojih vršajih oziroma poplavnih ravnicah, številni hudourniki in plazovi pa so s plavinami zasuli vse tri dostopne ceste (skozi sotesko Save Bohinjke, s Pokljuke in iz Selške doline) ter železniško progo in Bohinj za nekaj časa povsem odrezali od ostalega sveta. ... Skupaj je bilo na območju občine Bohinj poplavljenih 92 stanovanjskih in 21 gospodarskih objektov, med njimi novozgrajena transformatorska postaja, telovadnica, osnovna šola in tovarna LIP v Bohinjski Bistrici.« 

## Kakovost vode
Sava Bohinjka je reka z zelo čisto vodo in tudi njena struga je v naravnem stanju. V celotnem toku je v dobrem kemijskem in ekološkem stanju ter primerna za vodne športe in tudi za kopanje. Kraško in visokogorsko okolje v večini porečja dodatno prispevata, da je reka zelo občutljiva za onesnaževanje, zaradi tega in velikega pomena Bohinjskega jezera ter reke za bohinjski turizem pa je potrebna zelo velika skrbnost pri načrtovanju prihodnjih posegov v prostor. Pomemben prispevek k čistemu jezeru in reki sta komunalni čistilni napravi v Ribčevem Lazu in Bohinjski Bistrici. Kar nekaj naselij še vedno ni priključenih na kanalizacijsko omrežje, vendar je nadaljnja gradnja tega omrežja ena od prioritetnih nalog občine Bohinj.

## Ljudje in reka
Sava Bohinjka je poleg Bohinjskega jezera in okoliškega gorskega sveta ključna za razvoj turizma v tem delu Slovenije. Zelo priljubljena je zlasti za vožnjo s kajaki in kanuji, predvsem od iztoka iz jezera do jezu HE Soteska, kjer tudi ni posebej zahtevna (težavnost do II+), dolvodno od HE pa je reka zahtevnejša zaradi brzic in večjih skal ter primerna le za izkušene veslače (težavnost do IV-).
V preteklosti je Sava Bohinjka poganjala le nekaj mlinov in žag, za delovanje fužin v Bohinjski Bistrici je bil primernejši desni pritok Bistrica.
V Soteski je na reki večji jez in na desnem bregu istoimenska hidroelektrarna z instalirano močjo 1,6 MW, ki deluje v okviru podjetja Gorenjske elektrarne iz Kranja.
Na Lancovem je na reki tik pred sotočjem s Savo Dolinko velik jez, ki je po krajšem kanalu nekoč dovajal vodo veliki Cajhnovi žagi, zdaj pa manjši hidroelektrarni. Že okoli leta 1900 so ob žagi namestili tudi turbino, ki je dajala električno energijo lastnikom žage in bližnje okolice.

## Varstvo narave
Najzgornejši del reke do Laškega Rovta leži v Triglavskem narodnem parku, ostali del s celotnim dolinskim dnom do Lepenc je v območju Natura 2000 (Bohinjska Bistrica in Jereka). Naravna struga je večinoma izdelana v prodnatih nanosih, v njej so na številnih mestih bela prodišča in mestoma večje skale, ki so se vanjo prikotalile s strmih pobočij, brežine pa so poraščene z obrežnim grmovjem in drevjem. Precejšen del naplavne ravnice je v travnikih in pašnikih, drugod raste grmovje in gozd, njen pomemben del so mrtvice (nekdanje struge) z značilnim rastjem in živalstvom stoječih voda, mdr. na obeh bregovih pod Nomenjem in na desnem bregu pod Savico.
Zaradi čiste vode in naravnega okolja je reka zelo priljubljena tudi med športnimi ribiči. V njej mdr. živijo  potočna postrv (Salmo trutta), sulec (Hucho hucho), lipan (Thymallus thymallus) ter iz Severne Amerike prinešeni potočna zlatovčica (Salvelinus fontinalis) in šarenka (Oncorhynchus mykiss). Poleg teh živijo v Savi Bohinjki še klen (Leuciscus cephalus cephalus), podust (Chondrostoma nasus nasus), kapelj (Cottus gobio) idr. Za zgornji tok reke od iztoka iz jezera do mostu na glavni cesti pri Bohinjski Bistrici skrbi Ribiška družina Bohinj, od tam do jezu HE Soteska Zavod za ribištvo Slovenije, za spodnji del od jezu HE Soteska do Cajhnovega mostu pa Ribiška družina Bled.